# Williams Hills
Le Williams Hills sono un gruppo compatto di colline  antartiche, lungo 18 km, situato a sud del Ghiacciaio Childs e ovest della Roderick Valley, nel Neptune Range dei Monti Pensacola in Antartide. 
Il gruppo è stato mappato dall'United States Geological Survey (USGS) sulla base di rilevazioni e foto aeree scattate dalla U.S. Navy nel periodo 1956-66.
La denominazione è stata assegnata dall'Advisory Committee on Antarctic Names (US-ACAN) in onore di Paul L. Williams, geologo dell'USGS, componente del gruppo che operava sul Neptune Range nel 1963-64.

## Caratteristiche geografiche
Le caratteristiche geografiche rilevanti includono:
- Monte Hobbs
- Pillow Knob
- Roderick Valley
- Teeny Rock